# 诺伊霍夫
诺伊霍夫是德国下萨克森州的一个市镇。总面积10.30平方公里，总人口413人，其中男性201人，女性212人（2011年12月31日），人口密度40人/平方公里。